# Praxis edwardsii
Praxis edwardsii är en fjärilsart som beskrevs av Achille Guenée 1852. Praxis edwardsii ingår i släktet Praxis och familjen nattflyn. Inga underarter finns listade i Catalogue of Life.

## Bildgalleri

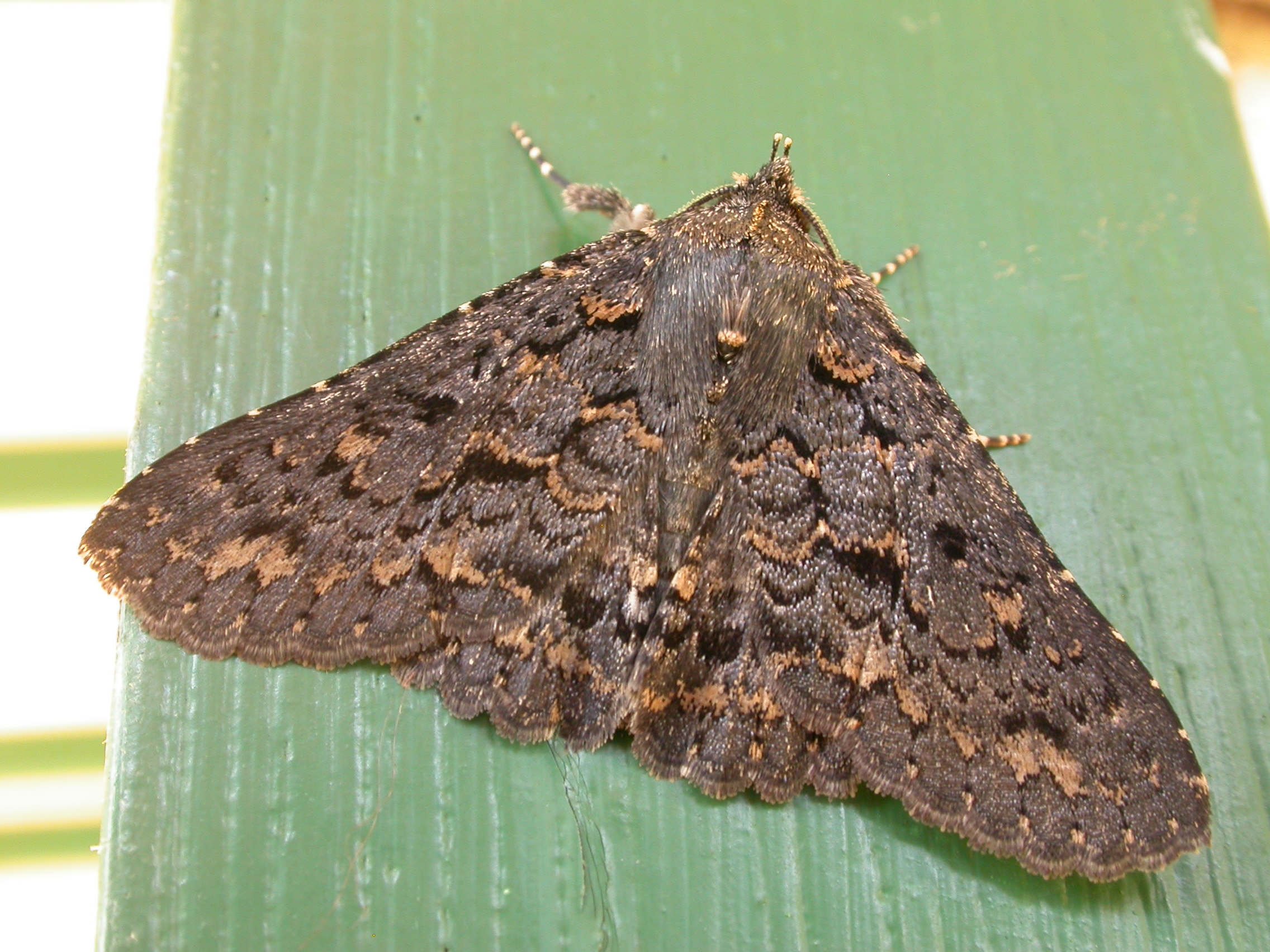